# Ґуставс Земґалс
Ґу́став Зе́мґалс (латис. Gustavs Zemgals; 1871 — 1939)  — латвійський державний діяч, 2-й Президент Латвійської Республіки (1927—1930).

## Життєпис
Закінчив гімназію в Ризі, потім, 1899 року, юридичний факультет Московського університету. Працював помічником адвоката.
Брав участь у російсько-японській війні, був капітаном російської армії.
Редагував газету Jaunā Dienas Lapa. Був співзасновником Латвійської демократичної партії.
У 1917–1920 роках обіймав посаду мера Риги. Від 8 квітня 1927 до 9 квітня 1930 року був президентом Латвійської Республіки.

## Вшанування
Похований у Ризі на Лісовому цвинтарі.

## Нагороди
19 листопада 1924 року Г. Земгалс був нагороджений орденом Почесного легіону Франції командорського класу.
16 листопада 1926 року Г. Земгалс був нагороджений орденом Трьох зірок III ступеня, а 9 листопада 1929 року — орденом Трьох зірок I ступеня з ланцюгом.